# Leptotyphloiulus dolinensis
Leptotyphloiulus dolinensis är en mångfotingart som först beskrevs av Karl Wilhelm Verhoeff 1901.  Leptotyphloiulus dolinensis ingår i släktet Leptotyphloiulus och familjen kejsardubbelfotingar. Inga underarter finns listade i Catalogue of Life.